# Eser Yağmur
Eser Yağmur (Berlino, 29 maggio 1983) è un ex calciatore turco, di ruolo attaccante.

## Carriera

### Club
Ha giocato nella prima divisione turca, che ha anche vinto nella stagione 2002-2003 con la maglia del Beşiktaş.

### Nazionale
Ha giocato nelle nazionali turche Under-20 ed Under-21.

## Palmarès

### Giocatore

#### Competizioni nazionali
- Campionato turco: 1

Beşiktaş: 2002-2003